# Borussia Dortmund/Saison 2018/19
Der Artikel behandelt den Verlauf der Saison 2018/19 des deutschen Fußball-Bundesligisten Borussia Dortmund.

## Vorbereitung auf die Saison

### Personalveränderungen
Zur Bundesligasaison 2018/19 wurde mit dem Schweizer Lucien Favre ein neuer Cheftrainer als Nachfolger des Österreichers Peter Stöger verpflichtet. In der Sommerpause verließ Stürmer Andrij Jarmolenko, der in 18 Ligaeinsätzen nur drei Treffer erzielen konnte, den Verein nach England zu West Ham United. Stammverteidiger Sokratis folgte dem Ukrainer nach fünf Jahren im Pott in die Premier League nach einem Angebot des traditionsreichen FC Arsenal. Nuri Şahin, der im Mittelfeld seit seiner Jugendzeit mit Unterbrechungen 14 Jahre im Dienste des BVB gestanden hatte, suchte nach neuen Aufgaben und wechselte zum Ligakonkurrenten Werder Bremen. Torwartlegende Roman Weidenfeller beendete nach 349 Ligaspielen für die Borussia seine aktive Karriere, am 7. September 2018 wurde er in einem Spiel mit alten Weggefährten und Freunden vor über 70.000 Zuschauern im heimischen Westfalenstadion verabschiedet. Auch Nationalspieler André Schürrle ging nach England, er wurde nach dem Verlust seines Stammplatzes für zwei Spielzeiten an den Aufsteiger FC Fulham verliehen. Außerdem verließen Gonzalo Castro (VfB Stuttgart), Erik Durm (Huddersfield Town), Felix Passlack (Leihe zu Norwich City) und Dominik Reimann (Holstein Kiel) das Team.
Mit dem ehemaligen Augsburger Marwin Hitz wurde dem Schweizer Stammkeeper Roman Bürki ein Landsmann und Konkurrent zur Seite gestellt, welcher das Duell um die Nummer 1 in der Vorbereitung knapp verlor. Der 22-jährige Eric Oelschlägel kam als ehemaliger Stammtorhüter der in die Regionalliga Nord abgestiegenen Zweitmannschaft des SV Werder für die Position des dritten Torwarts und wurde in der zweiten Garde in der Regionalliga West eingesetzt. In der Verteidigung sicherte man sich für zwei Jahre per Leihe die Dienste des erst 19 Jahre alten Marokkaners Achraf Hakimi, der in der Jugend von Real Madrid ausgebildet worden war, und des Ex-Mainzers Abdou Diallo. Das Zentrum verstärkten die Nationalspieler Thomas Delaney (Dänemark) und der bei der WM 2018 überzeugende Axel Witsel (WM-Dritter Belgien), beide auf der Position des „Sechsers“ zu Hause. Für den Angriff kam Marius Wolf aus Frankfurt und mit dem spanischen Nationalspieler Paco Alcácer ein klassischer Mittelstürmer als Leihgabe des FC Barcelona. Der Vertrag mit Barcelona beinhaltete auch eine Kaufoption nach Ende des Leihgeschäfts. Darüber hinaus endeten die Leihverträge von Jacob Bruun Larsen und Dženis Burnić mit dem VfB Stuttgart.
Ferner übernahm Ex-Spieler Sebastian Kehl am 1. Juni 2018 die neu geschaffene Position des Leiters der Lizenzspielerabteilung.

### Testspiele und Trainingslager
Das erste Spiel unter Trainer Favre war ein Testspiel am 13. Juli 2018 gegen die Wiener Austria (1:0), bei dem bereits neben einigen Neuzugängen auch Nachwuchsspieler wie Amos Pieper, Dominik Wanner oder Julian Schwermann teilnehmen durften. Im Anschluss reiste die Mannschaft vom 18. bis zum 26. Juli erneut in die USA und nahm im Rahmen einer PR-Tour mit 17 anderen europäischen Spitzenklubs am International Champions Cup 2018 teil. In Chicago, Charlotte und Pittsburgh traf man auf Manchester City (1:0), den FC Liverpool (3:1) und Benfica Lissabon (5:6 nach Elfmeterschießen).
Zwischen dem 1. und dem 7. August 2018 absolvierte Borussia Dortmund dann ein Trainingslager im Kurort Bad Ragaz in der Schweiz. Neben fünf öffentlichen Trainingseinheiten wurde auch je ein Testspiel gegen Stade Rennes (Altach, Österreich, 1:1) und die SSC Napoli (St. Gallen, 1:3) absolviert. Mit einem 1:0 gegen Lazio Rom am 12. August endete dann die Testspielphase des Vereins gut zwei Wochen vor dem Start der Bundesligasaison.

## Saison 2018/19 – Bundesliga, DFB-Pokal und UEFA Champions League

### Hinrunde
Mit Marco Reus, der im März 2018 erst seinen Vertrag bis 2023 verlängert hatte, als neuem Kapitän ging Borussia Dortmund in die Spielzeit. Zu seinen Vertretern wurden Łukasz Piszczek und Manuel Akanji ernannt. Zum Saisonstart war genannter Piszczek mit 33 Jahren der älteste, Mittelfeldakteur Sergio Gómez (17) der jüngste im Profikader gelistete Spieler.
Die Pflichtspielsaison begann am 20. August 2018 mit der Partie gegen die SpVgg Greuther Fürth in der 1. Hauptrunde des DFB-Pokals. In der Verlängerung setzte sich das Team mit 2:1 gegen den über weite Strecken leistungstechnisch besseren Zweitligisten nach dem entscheidenden Siegtor von Marco Reus in der 121. Minute durch. Der erste Ligagegner hieß am 26. August RB Leipzig und wurde im heimischen Westfalenstadion vor 80.000 Zuschauern mit 4:1 klar besiegt. Die Spieler Diallo, Witsel, Delaney und Wolf feierten ihre Bundesligadebüts für den BVB, Hitz und Hakimi waren ohne Einwechslung auf der Bank dabei. So stand auch gleichzeitig die erste Tabellenführung der neuen Spielzeit zu Buche. Am zweiten Spieltag folgte ein torloses Remis gegen Hannover 96, was den Verlust der Spitzenposition zur Folge hatte, welche der FC Bayern München übernahm. In der ersten Länderspielpause musste sich der Drittligist VfL Osnabrück mit 0:6 den zuhause gebliebenen Dortmundern geschlagen geben. Es folgte am 3. Spieltag ein 3:1-Erfolg gegen Frankfurt, bei dem Paco Alcácer zum ersten Mal nach einer Einwechslung in der 67. Minute für Maximilian Philipp in einem Pflichtspiel für die Schwarz-Gelben aufs Feld kam und bereits nach 21 Minuten traf.
Der Einstand in der Königsklasse am 18. September gelang mit einem 1:0-Sieg über Gruppengegner Brügge. Für die B-Liste des Champions-League-Kaders wurden Jan-Pascal Reckert und Amos Pieper aus der zweiten Mannschaft sowie Luca Unbehaun (U19) nominiert. Am 5. Spieltag der Liga gewann die Elf von Trainer Favre dann zuhause mit 7:0 gegen den Aufsteiger 1. FC Nürnberg, was den bis dahin höchsten Sieg in der laufenden Saison markierte. Die Verteidiger Hakimi und Diallo kamen zu ihren ersten Pflichtspieltoren für den BVB. Nachdem die Bayern parallel 1:1 gegen den FC Augsburg gespielt und am 6. Spieltag mit 0:2 in Berlin verloren hatten, wurde nach dem 4:2 gegen Bayer 04 Leverkusen wieder die Tabellenspitze erobert.
Am 3. Oktober wurde die auch in der heimischen Liga schwächelnde AS Monaco mit 3:0 besiegt, was für die Tabellenführung in der Champions-League-Gruppe A sorgte. Beim 4:3 über den FC Augsburg am 7. Bundesliga-Spieltag wurde Paco Alcácer in der 59. Minute eingewechselt und erzielte in einer halben Stunde insgesamt drei Treffer, darunter auch das entscheidende 4:3 mit einem Freistoß, welcher erst in der sechsten Minute der Nachspielzeit fiel. Darüber hinaus stand Keeper Bürki zum hundertsten Mal für die Borussia in der Bundesliga zwischen den Pfosten. Auch in der zweiten Länderspielpause folgte ein Freundschaftsspielsieg, Regionalligist Alemannia Aachen verlor mit 0:4 gegen die Borussia. Dem folgten anschließend zwei 4:0-Erfolge gegen den VfB Stuttgart und Atlético Madrid sowie ein 3:2 nach Verlängerung im DFB-Pokal gegen einen weiteren Zweitligisten, Union Berlin.
Die Mannschaft stand Anfang November 2018 nach 15 wettbewerbsübergreifenden Pflichtspielen ohne Niederlage so gut wie lange nicht mehr da. Das war darüber hinaus vorher noch keinem BVB-Trainer gelungen. 0:2 hieß es jedoch am 6. November in Madrid bei Atlético und somit stand die erste Pflichtspielniederlage fest.
Das Duell mit dem großen Rivalen FC Bayern am 11. Spieltag der Bundesliga wurde nach zwei Treffern von Kapitän Reus und dem erneut treffenden Joker Alcácer mit 3:2 gewonnen. Die Münchener waren zuvor durch Treffer von Robert Lewandowski jeweils in Führung gegangen. Marwin Hitz stand erstmals für Dortmund in der Bundesliga für den angeschlagenen Bürki auf dem Platz. Der Abstand in der Tabelle auf den FC Bayern vergrößerte sich so auf sieben Punkte und auch Mönchengladbach hatte als Zweiter weiterhin vier Zähler weniger.
Am 23. November zog der BVB vorzeitig seine mit dem FC Barcelona vereinbarte Kaufoption und stattete Paco Alcácer mit einem bis 2023 laufenden Vertrag aus. Im darauf folgenden Ligaspiel gegen Mainz 05 stellte eben jener Alcácer mit seinem 2:1-Siegtreffer zwei weitere Bundesligarekorde ein. Sowohl mit seinem achten „Jokertor“ als auch mit seinem neunten Ligatreffer nach bereits 237 Einsatzminuten. Der bisherige Rekordhalter Gert „Charly“ Dörfel hatte mit neun Toren nach 565 Minuten in der Premierensaison der Bundesliga diese Bestmarke aufgestellt. Ferner gelangen noch keiner Mannschaft des BVB mehr als elf ungeschlagene Bundesliga-Partien und keiner Mannschaft seit Gründung der Liga Tore durch 15 verschiedene Spieler in zwölf Partien.
Bereits vor dem vorletzten Gruppenspiel – am 28. November gegen Brügge – stand der Einzug in das Achtelfinale der Champions League fest. Beim 0:0 gegen die Belgier zog Łukasz Piszczek mit seinem 45. Einsatz am bisherigen Dortmunder Rekordhalter Stefan Reuter (44 Einsätze) vorbei.
Das 177. Revierderby am 8. Dezember 2018 war mit einem 2:1 durch Tore von Delaney und Sancho ein Erfolg, der erste Sieg im traditionsreichen Duell mit dem FC Schalke 04 seit drei Jahren. Ein erneuter Doppelpack des Portugiesen Raphaël Guerreiro beim 2:0 in Monaco sicherte wenig später nach einem torlosen Remis Atléticos in Brügge den Champions-League-Gruppensieg. Es war bereits das 22. Pflichtspiel der Saison und gleichzeitig das erste, bei dem die Spieler Witsel, Reus und Sancho, die bis dato als Einzige alle 21 Partien absolviert hatten, geschont wurden.
Am 15. Spieltag, an dem Werder Bremen zuhause mit 2:1 besiegt wurde, errang das Team frühzeitig die Herbstmeisterschaft. Der langjährige Dortmund-Spieler Şahin, der im Sommer an die Weser gewechselt war, wurde im Rahmen des Spiels verabschiedet. Die erste Niederlage in der Bundesliga gab es ein Spiel später mit 2:0 in Düsseldorf. Bis dahin war der BVB eine von nur vier Mannschaften aus den fünf europäischen „Top-Ligen“ (FC Liverpool, Juventus Turin, Paris Saint-Germain) gewesen, die nach 15 Ligaspielen noch ohne Niederlage geblieben war. Gegen die Rheinländer, die durch einen Treffer von Jean Zimmer sogar zeitweise mit 2:0 in Führung lagen, zeigte sich die Mannschaft ungewohnt ideenlos und nicht hungrig genug. Paco Alcácer erzielte sein zehntes Jokertor und stellte somit einen weiteren Bundesligarekord ein.
Das Heimspiel gegen die Borussia Mönchengladbach am 21. Dezember 2018 (2:1) absolvierte der BVB mit besonderen Trikots. Das Sponsorenlogo wurde ersetzt durch den Schriftzug „Danke Kumpel“, als Hommage an das Ende des Steinkohlenbergbaus in Deutschland nach Schließung der letzten Zeche Prosper-Haniel in Bottrop.

### Rückrunde
In der Winterpause verließ Sebastian Rode, der nach langer Verletzungspause lediglich zweimal für die zweite Mannschaft in der Regionalliga zum Einsatz gekommen war, leihweise den Verein; er schloss sich erneut Eintracht Frankfurt an. Ebenso erwarb der FC Chelsea Anfang Januar die Transferrechte an Christian Pulisic, der in der Hinrunde nur Ergänzungsspieler gewesen war und für die Rückrunde auf Leihbasis im Dortmunder Kader verblieb. Mit einer Ablösesumme in Höhe von 64 Millionen Euro wurde Pulisic hinter Ousmane Dembélé, der im August 2017 für 105 Millionen Euro zum FC Barcelona gewechselt war, zum bis dahin zweitteuersten Abgang der Vereins- sowie zu einem der teuersten Transfers der Bundesligageschichte.
Das Wintertrainingslager des BVB fand vom 4. bis zum 12. Januar 2019 wieder im andalusischen Marbella statt, die Testspielgegner waren Mitbundesligist Fortuna Düsseldorf am 7. sowie die niederländischen Erstligisten Willem II Tilburg und Feyenoord Rotterdam am 11. Januar. Auch mit dabei waren die Nachwuchsspieler Julian Schwermann, Tobias Raschl und Amos Pieper, Letzterer stand bereits in der Hinrunde einmal im Spieltagskader der Profis. Als Konsequenz aus dem wiederholten Ausfall von Stammverteidiger Manuel Akanji vollzog man nach der Rückkehr aus Spanien den ursprünglich erst für den Sommer geplanten Transfer des argentinischen U20-Nationalspielers und Innenverteidigers Leonardo Balerdi. Nachdem der Stürmer Alexander Isak in der laufenden Saison in keinem Wettbewerb eingesetzt worden war, wurde er im Januar in die niederländische Eredivisie verliehen, wo er bis zum Saisonende Willem II Tilburg verstärkte. Als erstem Spieler der höchsten niederländischen Liga gelang es Isak am 30. März 2019 beim 3:2-Heimsieg Tilburgs gegen Fortuna Sittard, drei Treffer per Strafstoß zu erzielen.
Am 19. Spieltag wurde die seit sieben Spieltagen auf einem Abstiegsplatz stehende Gastmannschaft aus Hannover mit 5:1 geschlagen. Einen Tag später entließen die Niedersachsen ihren Cheftrainer André Breitenreiter. Noch innerhalb der Wintertransferperiode wurde ein halbjähriges Leihgeschäft für Shinji Kagawa mit dem türkischen Erstligisten Beşiktaş Istanbul vereinbart. Grund dafür waren nur vier von bis dato 27 möglichen Pflichtspieleinsätzen des Japaners in der laufenden Saison gewesen. Gleich bei seinem Debüt konnte der Japaner beim 6:2-Auswärtserfolg gegen Antalyaspor zwei Treffer zum 2:6-Endstand beisteuern.
Beim Aufeinandertreffen von vier der fünf bis dato besten Scorer der Liga (Reus, Sancho, Haller, Jović) trennten sich der BVB und Frankfurt mit 1:1.
Der krankheitsbedingte Ausfall der Torhüter Bürki und Hitz markierte das Pflichtspieldebüt von Oelschlägel im Achtelfinale des DFB-Pokals gegen Werder Bremen. Die Bremer konnten sich im Elfmeterschießen durchsetzen. Aufgrund von zwei Unentschieden, darunter ein 3:3 nach einer 3:0-Führung gegen Hoffenheim, sowie einer Niederlage war der zwischenzeitliche Vorsprung von neun Punkten auf Bayern München dahin, lediglich das bessere Torverhältnis wahrte noch die Tabellenführung. Nach zwei Niederlagen im Achtelfinale gegen Tottenham Hotspur schied man aus der Champions League aus.
Ein Sieg am 25. Spieltag gegen den VfB Stuttgart (3:1) bedeutete zwar keinen Punktverlust gegenüber dem FC Bayern, trotzdem fiel der BVB das erste Mal seit dem 6. Spieltag aufgrund des schlechteren Torverhältnisses auf den zweiten Rang zurück. Am 27. Spieltag zog sich Achraf Hakimi beim 2:0-Heimsieg gegen den VfL Wolfsburg einen Mittelfußbruch zu und fiel für den Rest der Saison aus. Nach dem Wiedererlangen der Tabellenführung war man am 28. Spieltag zu Gast beim direkten Konkurrenten Bayern München; ein 0:5 bedeutete am Ende die bislang höchste Saisonniederlage.
Das 178. Revierderby, das gleichzeitig Julian Weigls 100. Bundesligaspiel im BVB-Trikot war, wurde mit 2:4 verloren. Nach der Führung durch einen Kopfball von Götze gab Schiedsrichter Zwayer einen Handelfmeter gegen Julian Weigl, der den Ausgleich für Schalke 04 bedeutete. In der 28. Minute köpfte Salif Sané nach einer Ecke zur Führung ein. Während die Gelsenkirchener sechsmal Gelb sahen, flogen nach einer Stunde erst Reus (erster Platzverweis der Profikarriere) und schließlich Marius Wolf nach groben Foulspielen vom Platz. Zu neunt gelang noch der Anschlusstreffer nach dem zwischenzeitlich erzielten 3:1, Breel Embolo brachte aber in der 86. Minute mit dem 4:2 die Entscheidung.
Mit einem 3:2 über Düsseldorf am vorletzten Spieltag konnte die Meisterschaftsentscheidung durch ein torloses Remis der Bayern in Leipzig auf das Saisonfinale vertagt werden. Keeper Hitz kam zu seinem zweiten Bundesligaeinsatz für die Dortmunder, während Christian Pulisic im letzten Heimspiel der Spielzeit offiziell verabschiedet wurde. Ex-Kapitän Marcel Schmelzer stand seit Januar erstmals wieder auf dem Platz; es war sein 250. Bundesligaspiel, von denen er alle für den BVB absolvierte.
Trotz eines 2:0-Erfolgs in Mönchengladbach konnte der Titel durch ein 5:1 des Titelverteidigers aus München nicht mehr geholt werden, die Mannschaft wurde mit zwei Punkten Rückstand Vizemeister. Als einziger Spieler stand Sancho, der die meisten Torvorlagen der Liga gab, in allen 34 Partien auf dem Platz.

## Spielkleidung
| Heim | Auswärts | Ausweich |

## Statistiken

### Alle Spiele im Detail
Die Tabelle listet alle Spiele des Vereins der Saison 2018/19 inklusive der Vorbereitungs- und Testspiele auf. Spiele, die im Elfmeterschießen entschieden wurden, werden als Unentschieden (gelb) gewertet, Siege sind grün und Niederlagen rot markiert.
| Datum              | Heim                     | Gast                     | Ergebnis                  | Tore BVB | Ort                                                | Wettbewerb                          |
| ------------------ | ------------------------ | ------------------------ | ------------------------- | --- | -------------------------------------------------- | ----------------------------------- |
| 13. Juli 2018      | FK Austria Wien          |                          | 0:1 (0:1)                 | 0:1 Isak (39.) | Generali Arena, Wien                               | Testspiel                           |
| 20. Juli 2018      | Manchester City          |                          | 0:1 (0:1)                 | 0:1 Götze (28., Foulelfmeter) | Soldier Field, Chicago, Illinois                   | International Champions Cup         |
| 22. Juli 2018      | FC Liverpool             |                          | 1:3 (1:0)                 | 1:1 Pulisic (66., Foulelfmeter), 1:2 Bruun Larsen (89.), 1:3 Bruun Larsen (90+3.)                                                 | Bank of America Stadium, Charlotte, North Carolina | International Champions Cup         |
| 25. Juli 2018      |                          | Benfica Lissabon         | 5:6 n. E. (2:2, 2:0)      | 0:1 Philipp (20.), 0:2 Philipp (22.), 3:2 Wolf, 4:4 Burnić, 5:5 Sancho                                                            | Heinz Field, Pittsburgh, Pennsylvania              | International Champions Cup         |
| 3. August 2018     |                          | Stade Rennes             | 1:1 (1:0)                 | 1:0 Piszczek (2.) | Cashpoint-Arena, Altach                            | Testspiel                           |
| 7. August 2018     |                          | SSC Neapel               | 1:3 (0:2)                 | 1:2 Philipp (65.) | Kybunpark, St. Gallen                              | Testspiel                           |
| 12. August 2018    |                          | Lazio Rom                | 1:0 (1:0)                 | 1:0 Reus (6.) | Stadion Essen, Essen                               | Testspiel                           |
| 20. August 2018    | SpVgg Greuther Fürth     |                          | 1:2 n. V. (1:1, 0:0)      | 1:1 Witsel (90+5.), 1:2 Reus (120+1.)                                                                                             | Sportpark Ronhof, Fürth                            | DFB-Pokal, 1. Hauptrunde            |
| 26. August 2018    |                          | RB Leipzig               | 4:1 (3:1)                 | 1:1 Dahoud (21.), 2:1 Sabitzer (40., Eigentor), 3:1 Witsel (43.), 4:1 Reus (90+1.)                                                | Westfalenstadion, Dortmund                         | Bundesliga                          |
| 31. August 2018    | Hannover 96              |                          | 0:0                       | | HDI-Arena, Hannover                                | Bundesliga                          |
| 6. September 2018  | VfL Osnabrück            |                          | 1:4 (1:3)                 | 0:1 Bruun Larsen (9.), 0:2 Bruun Larsen (24.), 0:3 Bruun Larsen (26.), 0:4 Gómez (32.), 0:5 Bruun Larsen (42.), 0:6 Philipp (78.) | Bremer Brücke, Osnabrück                           | Freundschaftsspiel                  |
| 14. September 2018 |                          | Eintracht Frankfurt      | 3:1 (1:0)                 | 1:0 Diallo (36.), 2:1 Wolf (72.), 3:1 Alcácer (88.)                                                                               | Westfalenstadion, Dortmund                         | Bundesliga                          |
| 18. September 2018 | FC Brügge                |                          | 0:1 (0:0)                 | 0:1 Pulisic (85.) | Jan-Breydel-Stadion, Brügge                        | UEFA Champions League, Gruppenphase |
| 22. September 2018 | TSG 1899 Hoffenheim      |                          | 1:1 (1:0)                 | 1:1 Pulisic (84.) | Rhein-Neckar-Arena, Sinsheim                       | Bundesliga                          |
| 26. September 2018 |                          | 1. FC Nürnberg           | 7:0 (2:0)                 | 1:0 Bruun Larsen (9.), 2:0 Reus (32.), 3:0 Hakimi (49.), 4:0 Reus (58.), 5:0 Akanji (74.), 6:0 Sancho (85.), 7:0 Weigl (88.)      | Westfalenstadion, Dortmund                         | Bundesliga                          |
| 29. September 2018 | Bayer 04 Leverkusen      |                          | 2:4 (2:0)                 | 2:1 Bruun Larsen (65.), 2:2 Reus (69.), 2:3 Alcácer (85.), 2:4 Alcácer (90+4.)                                                    | BayArena, Leverkusen                               | Bundesliga                          |
| 3. Oktober 2018    |                          | AS Monaco                | 3:0 (0:0)                 | 1:0 Bruun Larsen (51.), 2:0 Alcácer (72.), 3:0 Reus (90+2.)                                                                       | Westfalenstadion, Dortmund                         | UEFA Champions League, Gruppenphase |
| 6. Oktober 2018    |                          | FC Augsburg              | 4:3 (0:1)                 | 1:1 Alcácer (62.), 2:2 Alcácer (80.), 3:2 Götze (84.), 4:3 Alcácer (90+6.)                                                        | Westfalenstadion, Dortmund                         | Bundesliga                          |
| 15. Oktober 2018   | Alemannia Aachen         |                          | 0:4 (0:2)                 | 0:1 Wanner (9.), 0:2 Ametow (25.), 0:3 Götze (67.), 0:4 Philipp (76.)                                                             | Tivoli, Aachen                                     | Freundschaftsspiel                  |
| 20. Oktober 2018   | VfB Stuttgart            |                          | 0:4 (0:3)                 | 0:1 Sancho (3.), 0:2 Reus (23.), 0:3 Alcácer (25.), 0:4 Philipp (85.)                                                             | Mercedes-Benz-Arena, Stuttgart                     | Bundesliga                          |
| 24. Oktober 2018   |                          | Atlético Madrid          | 4:0 (1:0)                 | 1:0 Witsel (38.), 2:0 Guerreiro (73.), 3:0 Sancho (83.), 4:0 Guerreiro (89.)                                                      | Westfalenstadion, Dortmund                         | UEFA Champions League, Gruppenphase |
| 27. Oktober 2018   |                          | Hertha BSC               | 2:2 (1:1)                 | 1:0 Sancho (27.), 2:1 Sancho (61.)                                                                                                | Westfalenstadion, Dortmund                         | Bundesliga                          |
| 31. Oktober 2018   |                          | 1. FC Union Berlin       | 3:2 n. V. (2:2, 1:0)      | 1:0 Pulisic (40.), 2:1 Philipp (73.), 3:2 Reus (120., Foulelfmeter)                                                               | Westfalenstadion, Dortmund                         | DFB-Pokal, 2. Hauptrunde            |
| 3. November 2018   | VfL Wolfsburg            |                          | 0:1 (0:1)                 | 0:1 Reus (27.) | Volkswagen Arena, Wolfsburg                        | Bundesliga                          |
| 6. November 2018   | Atlético Madrid          |                          | 2:0 (1:0)                 | | Estadio Metropolitano, Madrid                      | UEFA Champions League, Gruppenphase |
| 10. November 2018  |                          | FC Bayern München        | 3:2 (0:1)                 | 1:1 Reus (49., Foulelfmeter), 2:2 Reus (67.), 3:2 Alcácer (73.)                                                                   | Westfalenstadion, Dortmund                         | Bundesliga                          |
| 16. November 2018  | Sportfreunde Lotte       |                          | 2:3 (0:1)                 | 0:1 Alcácer (45.), 2:2 Isak (81.), 2:3 Toljan (89.)                                                                               | Frimo Stadion, Lotte                               | Freundschaftsspiel                  |
| 24. November 2018  | 1. FSV Mainz 05          |                          | 1:2 (0:0)                 | 0:1 Alcácer (66.), 1:2 Piszczek (76.)                                                                                             | Opel Arena, Mainz                                  | Bundesliga                          |
| 28. November 2018  |                          | FC Brügge                | 0:0                       | | Westfalenstadion, Dortmund                         | UEFA Champions League, Gruppenphase |
| 1. Dezember 2018   |                          | SC Freiburg              | 2:0 (1:0)                 | 1:0 Reus (40., Foulelfmeter), 2:0 Alcácer (90+1.)                                                                                 | Westfalenstadion, Dortmund                         | Bundesliga                          |
| 8. Dezember 2018   | FC Schalke 04            |                          | 1:2 (0:1)                 | 0:1 Delaney (7.), 1:2 Sancho (74.)                                                                                                | Veltins-Arena, Gelsenkirchen                       | Bundesliga (177. Revierderby)       |
| 11. Dezember 2018  | AS Monaco                |                          | 0:2 (0:1)                 | 0:1 Guerreiro (15.), 0:2 Guerreiro (88.)                                                                                          | Stade Louis II, Monaco                             | UEFA Champions League, Gruppenphase |
| 15. Dezember 2018  |                          | Werder Bremen            | 2:1 (2:1)                 | 1:0 Alcácer (19.), 2:0 Reus (27.)                                                                                                 | Westfalenstadion, Dortmund                         | Bundesliga                          |
| 18. Dezember 2018  | Fortuna Düsseldorf       |                          | 2:1 (1:0)                 | 2:1 Alcácer (81.) | Merkur Spiel-Arena, Düsseldorf                     | Bundesliga                          |
| 21. Dezember 2018  |                          | Borussia Mönchengladbach | 2:1 (1:1)                 | 1:0 Sancho (42.), 2:1 Reus (54.)                                                                                                  | Westfalenstadion, Dortmund                         | Bundesliga                          |
| 7. Januar 2019     |                          | Fortuna Düsseldorf       | 3:2 (2:1)                 | 1:1 Philipp (31.), 2:1 Philipp (35.), 3:2 Schmelzer (90.)                                                                         | Estadio Municipal de Marbella, Marbella            | Testspiel                           |
| 11. Januar 2019    |                          | Willem II Tilburg        | 3:2 (1:2)                 | 1:1 Llonch (20., Eigentor), 2:2 Isak (81.), 3:2 Hakimi (90.)                                                                      | Estadio Nueva Condomina, Murcia                    | Testspiel                           |
| 11. Januar 2019    |                          | Feyenoord Rotterdam      | 2:1 (0:0)                 | 1:0 Philipp (52.), 2:0 Guerreiro (70.)                                                                                            | Estadio Municipal de Marbella, Marbella            | Testspiel                           |
| 19. Januar 2019    | RB Leipzig               |                          | 0:1 (0:1)                 | 0:1 Witsel (19.) | Zentralstadion, Leipzig                            | Bundesliga                          |
| 26. Januar 2019    |                          | Hannover 96              | 5:1 (1:0)                 | 1:0 Hakimi (24.), 2:0 Reus (60.), 3:0 Götze (62.), 4:0 Guerreiro (67.), 5:1 Witsel (90.)                                          | Westfalenstadion, Dortmund                         | Bundesliga                          |
| 2. Februar 2019    | Eintracht Frankfurt      |                          | 1:1 (1:1)                 | 0:1 Reus (22.) | Waldstadion, Frankfurt am Main                     | Bundesliga                          |
| 5. Februar 2019    |                          | Werder Bremen            | 5:7 n. E. (3:3, 1:1, 1:1) | 1:1 Reus (45.), 2:1 Pulisic (105.), 3:2 Hakimi (113.), 4:5 Witsel, 5:6 Weigl                                                      | Westfalenstadion, Dortmund                         | DFB-Pokal, Achtelfinale             |
| 9. Februar 2019    |                          | TSG 1899 Hoffenheim      | 3:3 (2:0)                 | 1:0 Sancho (32.), 2:0 Götze (43.), 3:0 Guerreiro (66.)                                                                            | Westfalenstadion, Dortmund                         | Bundesliga                          |
| 13. Februar 2019   | Tottenham Hotspur        |                          | 3:0 (1:0)                 | | Wembley-Stadion, London                            | UEFA Champions League, Achtelfinale |
| 18. Februar 2019   | 1. FC Nürnberg           |                          | 0:0                       | | Max-Morlock-Stadion, Nürnberg                      | Bundesliga                          |
| 24. Februar 2019   |                          | Bayer 04 Leverkusen      | 3:2 (2:1)                 | 1:0 Zagadou (30.), 2:1 Sancho (38.), 3:1 Götze (60.)                                                                              | Westfalenstadion, Dortmund                         | Bundesliga                          |
| 1. März 2019       | FC Augsburg              |                          | 2:1 (1:0)                 | 2:1 Alcácer (81.) | WWK-Arena, Augsburg                                | Bundesliga                          |
| 5. März 2019       |                          | Tottenham Hotspur        | 0:1 (0:0)                 | | Westfalenstadion, Dortmund                         | UEFA Champions League, Achtelfinale |
| 9. März 2019       |                          | VfB Stuttgart            | 3:1 (0:0)                 | 1:0 Reus (62., Foulelfmeter), 2:1 Alcácer (84.), 3:1 Pulisic (90.)                                                                | Westfalenstadion, Dortmund                         | Bundesliga                          |
| 16. März 2019      | Hertha BSC               |                          | 2:3 (2:1)                 | 1:1 Delaney (14.), 2:2 Zagadou (47.), 2:3 Reus (90.)                                                                              | Olympiastadion, Berlin                             | Bundesliga                          |
| 30. März 2019      |                          | VfL Wolfsburg            | 2:0 (0:0)                 | 1:0 Alcácer (90.), 2:0 Alcácer (90.)                                                                                              | Westfalenstadion, Dortmund                         | Bundesliga                          |
| 6. April 2019      | FC Bayern München        |                          | 5:0 (4:0)                 | | Allianz Arena, München                             | Bundesliga                          |
| 13. April 2019     |                          | 1. FSV Mainz 05          | 2:1 (2:0)                 | 1:0 Sancho (17.), 2:0 Sancho (24.)                                                                                                | Westfalenstadion, Dortmund                         | Bundesliga                          |
| 21. April 2019     | SC Freiburg              |                          | 0:4 (0:1)                 | 0:1 Sancho (12.), 0:2 Reus (54.), 0:3 Götze (79.), 0:4 Alcácer (87., Handelfmeter)                                                | Dreisamstadion, Freiburg                           | Bundesliga                          |
| 27. April 2019     |                          | FC Schalke 04            | 2:4 (1:2)                 | 1:0 Götze (14.), 2:3 Witsel (84.)                                                                                                 | Westfalenstadion, Dortmund                         | Bundesliga (178. Revierderby)       |
| 4. Mai 2019        | Werder Bremen            |                          | 2:2 (0:2)                 | 0:1 Pulisic (6.), 0:2 Alcácer (41.)                                                                                               | Weserstadion, Bremen                               | Bundesliga                          |
| 11. Mai 2019       |                          | Fortuna Düsseldorf       | 3:2 (1:0)                 | 1:0 Pulisic (41.), 2:1 Delaney (53.), 3:1 Götze (90.)                                                                             | Westfalenstadion, Dortmund                         | Bundesliga                          |
| 18. Mai 2019       | Borussia Mönchengladbach |                          | 0:2 (0:1)                 | 0:1 Sancho (45.), 0:2 Reus (54.)                                                                                                  | Borussia-Park, Mönchengladbach                     | Bundesliga                          |

### Einsatzstatistiken
Die Tabelle zeigt die Pflichtspieleinsätze aller im Kader gelisteten Spieler inklusive deren Tore auf. In Elfmeterschießen erzielte Tore werden nicht gelistet. Fett markierte Werte sind Höchstwerte innerhalb der Mannschaft.
| Nr.               | Nat.               | Name                  | Position   | Spiele BL    | Tore BL      | Spiele CL    | Tore CL      | Spiele Pokal | Tore Pokal   | Spiele gesamt | Tore gesamt  |
| ----------------- | ------------------ | --------------------- | ---------- | ------------ | ------------ | ------------ | ------------ | ------------ | ------------ | ------------- | ------------ |
| 01                | Schweiz            | Roman Bürki           | Tor        | 32           | 0            | 7            | 0            | 1            | 0            | 40            | 0            |
| 02                | Frankreich         | Dan-Axel Zagadou      | Abwehr     | 17           | 2            | 4            | 0            | 1            | 0            | 22            | 2            |
| 03                |                    | Amos Pieper1–19       | Abwehr     | ohne Einsatz | ohne Einsatz | ohne Einsatz | ohne Einsatz | ohne Einsatz | ohne Einsatz | ohne Einsatz  | ohne Einsatz |
| 04                | Frankreich         | Abdou Diallo          | Abwehr     | 28           | 1            | 7            | 0            | 3            | 0            | 38            | 1            |
| 05                | Marokko            | Achraf Hakimi         | Abwehr     | 21           | 2            | 5            | 0            | 2            | 1            | 28            | 3            |
| 06                | Danemark           | Thomas Delaney        | Mittelfeld | 30           | 3            | 6            | 0            | 2            | 0            | 38            | 3            |
| 07                | England            | Jadon Sancho          | Mittelfeld | 34           | 12           | 7            | 1            | 2            | 0            | 43            | 13           |
| 09                | Spanien            | Paco Alcácer          | Sturm      | 26           | 18           | 5            | 1            | 1            | 0            | 32            | 19           |
| 10                |                    | Mario Götze           | Mittelfeld | 26           | 7            | 6            | 0            | 2            | 0            | 34            | 7            |
| 11                |                    | Marco Reus            | Sturm      | 27           | 17           | 6            | 1            | 3            | 3            | 26            | 21           |
| 13                | Portugal           | Raphaël Guerreiro     | Abwehr     | 23           | 2            | 6            | 4            | 3            | 0            | 32            | 6            |
| 14                | Schweden           | Alexander Isak1–18    | Sturm      | ohne Einsatz | ohne Einsatz | ohne Einsatz | ohne Einsatz | ohne Einsatz | ohne Einsatz | ohne Einsatz  | ohne Einsatz |
| 15                |                    | Jeremy Toljan1–19     | Abwehr     | ohne Einsatz | ohne Einsatz | ohne Einsatz | ohne Einsatz | ohne Einsatz | ohne Einsatz | ohne Einsatz  | ohne Einsatz |
| 16                | Schweiz            | Manuel Akanji         | Abwehr     | 25           | 1            | 5            | 0            | 1            | 0            | 31            | 1            |
| 17                | Spanien            | Sergio Gómez          | Mittelfeld | 0            | 0            | 1            | 0            | 0            | 0            | 1             | 0            |
| 18                |                    | Sebastian Rode1–17    | Mittelfeld | ohne Einsatz | ohne Einsatz | ohne Einsatz | ohne Einsatz | ohne Einsatz | ohne Einsatz | ohne Einsatz  | ohne Einsatz |
| 18                | Argentinien        | Leonardo Balerdiab 18 | Abwehr     | ohne Einsatz | ohne Einsatz | ohne Einsatz | ohne Einsatz | ohne Einsatz | ohne Einsatz | ohne Einsatz  | ohne Einsatz |
| 19                |                    | Mahmoud Dahoud        | Mittelfeld | 14           | 1            | 5            | 0            | 3            | 0            | 22            | 1            |
| 20                |                    | Maximilian Philipp    | Sturm      | 18           | 1            | 2            | 0            | 3            | 1            | 23            | 2            |
| 22                | Vereinigte Staaten | Christian Pulisic     | Mittelfeld | 20           | 4            | 7            | 1            | 3            | 2            | 30            | 7            |
| 23                | Japan              | Shinji Kagawa1–19     | Mittelfeld | 2            | 0            | 1            | 0            | 1            | 0            | 4             | 0            |
| 24                |                    | Jan-Pascal Reckert II | Tor        | ohne Einsatz | ohne Einsatz | ohne Einsatz | ohne Einsatz | ohne Einsatz | ohne Einsatz | ohne Einsatz  | ohne Einsatz |
| 25                |                    | Luca UnbehaunU19      | Tor        | ohne Einsatz | ohne Einsatz | ohne Einsatz | ohne Einsatz | ohne Einsatz | ohne Einsatz | ohne Einsatz  | ohne Einsatz |
| 26                | Polen              | Łukasz Piszczek       | Abwehr     | 20           | 1            | 5            | 0            | 1            | 0            | 26            | 1            |
| 27                |                    | Marius Wolf           | Sturm      | 16           | 1            | 4            | 0            | 2            | 0            | 22            | 1            |
| 28                | Belgien            | Axel Witsel           | Mittelfeld | 33           | 4            | 7            | 1            | 3            | 1            | 43            | 6            |
| 29                |                    | Marcel Schmelzer      | Abwehr     | 9            | 0            | 3            | 0            | 1            | 0            | 13            | 0            |
| 32                |                    | Dženis Burnić1–19     | Mittelfeld | ohne Einsatz | ohne Einsatz | ohne Einsatz | ohne Einsatz | ohne Einsatz | ohne Einsatz | ohne Einsatz  | ohne Einsatz |
| 33                |                    | Julian Weigl          | Mittelfeld | 18           | 1            | 4            | 0            | 2            | 0            | 24            | 1            |
| 34                | Danemark           | Jacob Bruun Larsen    | Sturm      | 24           | 2            | 5            | 1            | 1            | 0            | 30            | 3            |
| 35                | Schweiz            | Marwin Hitz           | Tor        | 2            | 0            | 1            | 0            | 1            | 0            | 4             | 0            |
| 36                | Turkei             | Ömer Toprak           | Abwehr     | 9            | 0            | 3            | 0            | 2            | 0            | 14            | 0            |
| 40                |                    | Eric Oelschlägel      | Tor        | 0            | 0            | 0            | 0            | 1            | 0            | 1             | 0            |
| Stand: Saisonende |                    |                       |            |              |              |              |              |              |              |               |              |

### Bundesliga-Tabellenverlauf
Verlegte Partien werden entsprechend der ursprünglichen Terminierung dargestellt, damit an allen Spieltagen für jede Mannschaft die gleiche Anzahl an Spielen berücksichtigt wird.
|                   | 1 | 2 | 3 | 4 | 5 | 6 | 7 | 8 | 9 | 10 | 11 | 12 | 13 | 14 | 15 | 16 | 17 | 18 | 19 | 20 | 21 | 22 | 23 | 24 | 25 | 26 | 27 | 28 | 29 | 30 | 31 | 32 | 33 | 34 |
| ----------------- | - | - | - | - | - | - | - | - | - | -- | -- | -- | -- | -- | -- | -- | -- | -- | -- | -- | -- | -- | -- | -- | -- | -- | -- | -- | -- | -- | -- | -- | -- | -- |
| Borussia Dortmund | 1 | 4 | 2 | 3 | 2 | 1 | 1 | 1 | 1 | 1  | 1  | 1  | 1  | 1  | 1  | 1  | 1  | 1  | 1  | 1  | 1  | 1  | 1  | 1  | 2  | 2  | 1  | 2  | 2  | 2  | 2  | 2  | 2  | 2  |
| Stand: Saisonende |   |   |   |   |   |   |   |   |   |    |    |    |    |    |    |    |    |    |    |    |    |    |    |    |    |    |    |    |    |    |    |    |    |    |

### Bundesliga-Zuschauerzahlen
| Westfalenstadion (Signal Iduna Park) | 81.365 | 1.373.940 | 80.820 | 99,33 % | 12/17 | Evonik Industries | Opel | Puma | 55.500 |
| Stand: Saisonende                    |        |           |        |         |       |                   |      |      |        |